# ロマンコミックス 人物日本の女性史
『ロマンコミックス 人物日本の女性史』（ロマンコミックス じんぶつにほんのじょせいし）は、1985年～1986年に世界文化社より刊行された、全30巻にわたる歴史漫画のシリーズ。

## 概要
日本史上に登場し、高名を遺した女性30人を時代を追って取り上げ、それぞれ異なる女性漫画家により、一巻一作でその生涯やドラマを表現した漫画作品のシリーズ。創刊当時人気の女性漫画家たちを起用し、また歴史的ヒロインのドラマを解りやすくビジュアルに表現することで、それまで歴史に疎遠であった層をも引き込み、特に若年女性のファンを獲得した。
2019年現在では既に絶版となっているが、一部には有償にてネットからダウンロードできるものもある。

## 内容
（B6判・各巻200ページ弱）
1. 平田真貴子「卑弥呼」" 邪馬台国に名を残す謎の女王のロマンス "
2. 白沢冬香「衣通姫」" 悲恋に散る古代の麗人 愛のレクイエム "
3. 藤田素子「額田王」" 愛のはざまで悩む美しき情熱の万葉の歌人 "
4. 香坂鹿の子「石川郎女」" 古代王朝の争いの中に揺れる乙女の恋歌 "
5. 広瀬美穂子「橘三千代」" 珠玉と光を競い後宮に君臨する陰の実力者 "
6. 奈知未佐子「光明皇后」" 慈悲深く輝く光は麗わしの天平の美女 "
7. わたなべまさこ「藤原薬子」" 恋と反逆に散る悪の華か あやかしの夢 "
8. 正田ひとみ「藤原高子」" 逢う瀬に燃える 多情多感な業平との恋 "
9. 田中雅子「藤原定子」 " 王朝の春に咲く あえかにも美しき佳人 "
10. 若菜まゆみ「和泉式部」" 真実を求め 恋にさまよう情熱の抒情歌人 "
11. 秋月志穂「祇園女御」" 平清盛出生の謎を秘める法皇寵愛の女人 "
12. 仲村計「美福門院」" 戦いの渦の中に咲き誇る貴人の名花 "
13. 矢代まさこ「巴御前」" 動乱の世を天翔る木曽谷の女武者 "
14. あだち真美「建礼門院」" 一代の栄華は遠くはかなく 寂光のひと "
15. 高橋ミエコ「北条政子」" 愛ゆえか気丈の生涯かなし 鎌倉の尼将軍 "
16. 宮千恵「後深草院二条」" 現世の愛欲あわれ永遠へと願う夢の浮き橋 "
17. かみやそのこ「阿野廉子」" 南北朝争乱のなかのあだ花か 傾国の美女 "
18. 藤田素子「日野富子」" 都を焼き尽くす大乱を招いた美女の野望 "
19. 松井かずみ「諏訪御寮人」" 落城の炎のかげに悲し 敵将信玄へ嫁ぐ姫 "
20. 秋月志穂「お市の方」" 風雲児信長の野望にさすらう妹 戦国の佳人 "
21. 香坂鹿の子「細川ガラシア」" 愛と信仰に死す誇り高きキリシタン美女 "
22. 沖田有美子「淀殿」" 栄華むなし豊臣王国の落日に消える愛と夢 "
23. 山口由紀美「出雲阿国」" 美しく華やかに歌舞伎の創始者が踊る女の夢 "
24. 村田順子「千姫」" 奇しき運命の糸にあやつられる徳川家の姫君 "
25. 裕美えこ「桂昌院」" 市井の貧しい娘から絢爛大奥の頂点に立つ女 "
26. いくざわのぶこ「北斎の娘お栄」" 奇女が奔放に描く心の世界 一筆描きの恋 "
27. 吉川さなえ「お由羅の方」" 南国の夢いくたびか 薩摩藩お家騒動のヒロイン "
28. 庄野ひろ子「オランダお稲」" 近代医学のあけぼのを強く生きる混血の女医 "
29. 藤田素子「和宮内親王」" 秘めたる愛は女の夢か 幕末を彩る悲劇の皇女 "
30. 田中雅子「竜馬の妻お竜」" 維新をめざす風雲児の妻が見た栄光と悲惨 "